# Miklós Meszéna
Miklós Meszéna   (Budapest, 14 de desembre de 1940 - Budapest, 29 de juliol de 1995), nascut Buchwald, fou un tirador d'esgrima hongarès, especialista en sabre, que va competir durant les dècades de 1960 i 1970.
El 1964 va prendre part en els Jocs Olímpics d'Estiu de Tòquio, on fou cinquè en la prova de sabre per equips del programa d'esgrima. Quatre anys més tard, als Jocs de Ciutat de Mèxic, guanyà la medalla de bronze en la mateixa prova.
En el seu palmarès també destaquen nou medalles al Campionat del món d'esgrima, una d'or, cinc de plata i tres de bronze, entre les edicions de 1961 i 1971. A les Universíades guanyà quatre medalles d'or entre les edicions de 1963 i 1965. A nivell nacional guanyà dotze campionats hongaresos per equips entre 1958 i 1971.